# 原田賢幸
原田 賢幸（はらだ まさゆき、1978年 - ）は日本のインスタレーションアーティスト。

## 経歴
1978年、東京生まれ。2009年、武蔵野美術大学造形学部彫刻学科卒業。2011年、武蔵野美術大学大学院造形研究科美術専攻彫刻コース修了。2010年、「第13回 岡本太郎現代芸術賞展」入選。

### 個展
- 2017年
  - 「ごっこあそびに想いのせて」 Art Center Ongoing / 東京
- 2015年
  - 「昨日のこととは露知らず」 waitingroom / 東京
  - 「temper」 Art Center Ongoing/ 東京
- 2014年
  - 「HARADA Masayuki exhibition」 BLOCK HOUSE 3F / 東京
- 2013年
  - 「三日前に一度きり」 GalleryAn Asukayama / 東京
- 2012年
  - 「電磁波。狼煙」 22:00画廊 / 東京
- 2011年
  - 「おそらく一寸前。あるいは一寸先の。」 Art Center Ongoing / 東京
- 2009年
  - continue#1「Cheering typhoon」 CAMP（continue） / 東京

### グループ展
- 2019年
  - 「Non-verbal Communication[3]」 台北國際藝術村 / 台北市, 台湾
- 2018年
  - 「富士の山ビエンナーレ2018」 富士の山ビエンナーレ実行委員会 / 静岡
  - 「テラトテラ祭り2018[4]」 TERATOTERA / 東京
- 2017年
  - 「ゆるんだ遠近法」 Arts Initiative Tokyo[AIT]・文化庁, gallery COEXIST-TOKYO / 東京
- 2016年
  - 「感性の法則」 Arts Initiative Tokyo[AIT]・文化庁, Makii Masaru Fine Arts / 東京
- 2015年
  - 原田賢幸×山田裕介「あったもの。なくなったもの。おもいだせないもの。」 黄金町エリアマネジメントセンター / 横浜
- 2014年
  - 「NEOEDOYATAI」 アサヒアートスクエア / 東京
  - 「GalleryAn Summer Group Exhibition 2014」 GalleryAn Asukayama / 東京
  - 「Ongoing祭り- Art Fair Ongoing-」 Art Center Ongoing /東京
- 2013年
  - 「GalleryAn Summer Group Exhibition」 GalleryAn Asukayama / 東京
  - 「Ongoing X’mas 2013」 Art Center Ongoing / 東京
- 2012年
  - 「TERATOTERA祭り2012[5]」 TERATOTERA / 東京
  - 「国立奥多摩美術館 開館記念展示～青梅ゆかりの名宝展」 国立奥多摩美術館 / 東京
  - 「Ongoing Xmas 2012」 Art Center Ongoing / 東京
- 2011年
  - 「平成22年度武蔵野美術大学卒業・修了制作展」 武蔵野美術大学 / 東京
  - 「平成22年度 第34回 東京五美術大学合同卒業、修了制作展」 国立新美術館 / 東京
  - 「第4回 ネズミ講展」 RED CUBE / 東京
  - 「Ongoing祭り」 Art Center Ongoing / 東京
  - 「FAMILY AFFAIR」 XYZ collective / 東京
  - 「Ongoing Xmas 2011」 Art Center Ongoing / 東京
- 2010年
  - 「GALLERY FAIR 12」 Gallery Hinoki / 東京
  - 「第1３回岡本太郎現代芸術賞展」川崎市岡本太郎美術館 / 川崎
  - 原田賢幸×永畑智大二人展 「陸上バタフライ」Art Center Ongoing / 東京
  - 「MAGIC LANTERN Film show」 MAGIC ROOM??? / 東京n
  - 「ART FAIR FREE」 VACANT / 東京
  - 「Ongoing祭り with TERATOTERA」 Art Center Ongoing /東京
  - 「自殺展2010」0000 Gallery / 京都
  - 「水面に登る」 FAL（武蔵野美術大学） / 東京
  - 「NEO NEW WAVE[6]」 island /千葉
  - 「Ongoing X’mas 10」 Art Center Ongoing / 東京
- 2009年
  - 「平成20年度武蔵野美術大学卒業・修了制作展」 武蔵野美術大学2号館101展示室 / 東京
  - 「平成20年度 第32回 東京五美術大学合同卒業・修了制作展」 国立新美術館 / 東京
  - 海老原優×原田賢幸二人展 「円周率と最大公約数」[7] CAMP（Otto Mainzheim Gallery） / 東京
  - 「+GIMMICK-」TURNER GALLERY / 東京
  - 「SUPER ART PARTY」party / 福島
  - 「Ongoing祭り」 Art Center Ongoing / 東京
  - 「Ongoing映画祭2009」Art Center Ongoing / 東京
  - 「空間の身振り-アートプログラム青梅2009」文化庁支援事業 / 東京
  - 「わくわくJOBAN – KASHIWA PROJECT」摘水軒記念文化振興財団助成事業 / 千葉
  - 「Ongoing X’mas 09」 Art Center Ongoing / 東京

### パフォーマンス
- 2015年
  - 熊谷拓明×原田賢幸「ある労働と、ある感情と、ある身体と、たぶんその間。」Art Center Ongoing / 東京
- 2014年
  - 熊谷拓明×原田賢幸「音とダンスパフォーマンス」BLOCK HOUSE / 東京
  - 熊谷拓明×原田賢幸「雲の切れ間に、一筋の雷歴。」site-D（黄金町バザール） / 横浜
  - 「階段の五段目と七段目を気にかけながら足早に駆け上がろうとした。見慣れない荷物のゆくえ。 踊り場にたどり着いたのも束の間、呼び止めたのは目の端で見流したビニール傘。」blanclass / 横浜
- 2012年
  - 「きもちよい」bonobo / 東京
  - 「Beacon」GALLERY45-8 / 東京
- 2011年
  - 「よってらっしゃい☆みてらっしゃ～い☆猛烈人類さん大集合！！！」野方座 / 東京

### アーティストインレジデンス
- 2018年
  - 「平成30年度 台北市・横浜市アーティスト交流プログラム」 台北國際藝術村 / 台北, 台湾
- 2016年
  - 「黄金町アーティストインレジデンス」 黄金町エリアマネージメントセンター / 横浜
- 2014年
  - 「仮想のコミュニティアジア-黄金町バザール2014[8]」 黄金町バザール / 横浜
- 2011年
  - 「かれいざわアートICHIBA」旧王余魚沢小学校 / 青森
  - 「販女（ひさぎめ）の家プロジェクト in上分」神山町 / 徳島
- 2009年
  - 「甑島で、つくる。」KOSHIKI ART PROJECT 2009[9] / 鹿児島

### 受賞歴
- 2010年
  - 「第13回 岡本太郎現代芸術賞展」入選[2] 川崎市岡本太郎美術館 / 横浜